# Distretto di Colquemarca
Il distretto di Colquemarca è uno degli otto distretti della provincia di Chumbivilcas, in Perù. Si trova nella regione di Cusco.